# بكالوريوس إدارة الأعمال
درجة البكالوريوس في إدارة الأعمال، أو بكالوريوس العلوم في إدارة الأعمال، أو بكالوريوس الآداب في إدارة الأعمال (بالإنجليزية: Bachelor of Business Administration)‏ هي شهادة جامعية تمنحها الكليات والجامعات بعد استكمال أربع سنوات من الدراسة الجامعية. وتشمل فترة دراستها مواد متقدمة في تحليل الأعمال، واتصال الأعمال، وتمويل الشركات، والمحاسبة المالية، والاقتصاد الكلي، والإدارة، والمحاسبة الإدارية، والتسويق، والاقتصاد الجزئي، والإدارة الإستراتيجية، وإدارة سلسلة الإمداد والعديد من المواضيع الأكاديمية الرئيسية المرتبطة بمجال إدارة الأعمال.

## هيكل المنهج الدراسي
صُممت درجة بكالوريوس إدارة الأعمال لتزويد الطلاب بمعرفة واسعة بالجوانب الوظيفية للشركة وكيفية ترابطها، وتُتيح لهم التخصص في مجالات أكاديمية مرتبطة بالإدارة والأعمال. وتعمل على تطوير المهارات العملية والإدارية والاجتماعية لدى الطلاب، بالإضافة إلى تعزيز قدراتهم في اتخاذ القرارات التي تعدهم لإدارة الكيانات التجارية.
تتضمن العديد من المناهج الدراسية تدريبًا عمليًا وفرصة لتطبيق المهارات من خلال المشاريع الدراسية، والعروض التقديمية، وورش عمل تطبيقية وزيارات ميدانية للقطاع الصناعي.